# Dogras

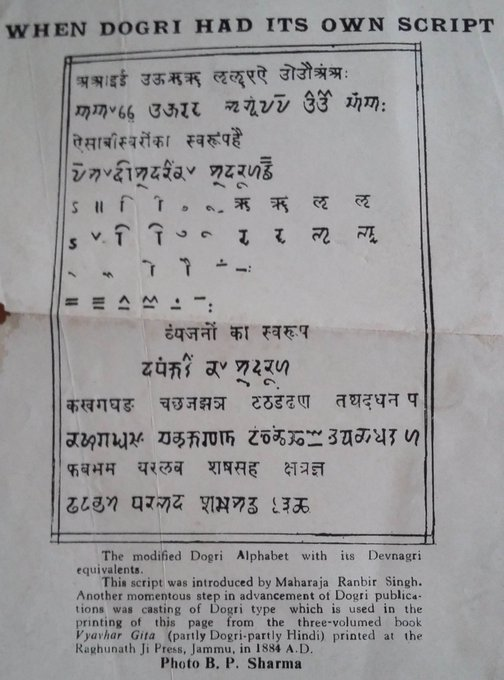
Alfabeto de Dogras

Los dogras son un pueblo del norte del subcontinente indio. Siendo el pueblo dogra diversificado, éste incluye diversas comunidades hinduistas y no hinduistas. Los dogras habitan pedominantemente en la región de Jammu (división administrativa) del estado indio de Jammu y Cachemira,  pero también en áreas adjuntas de Punjab, Himachal Pradesh, y noreste de Pakistán. Su población total es de cerca de 5,500,000 de habitantes. Hablan el idioma dogri, que fue reconocido como una de las lenguas nacionales de India en el 2003. La mayoría de dogras son hinduistas, pero existen minorías de musulmanes y sijes. 